# Berndt Otto Schauman

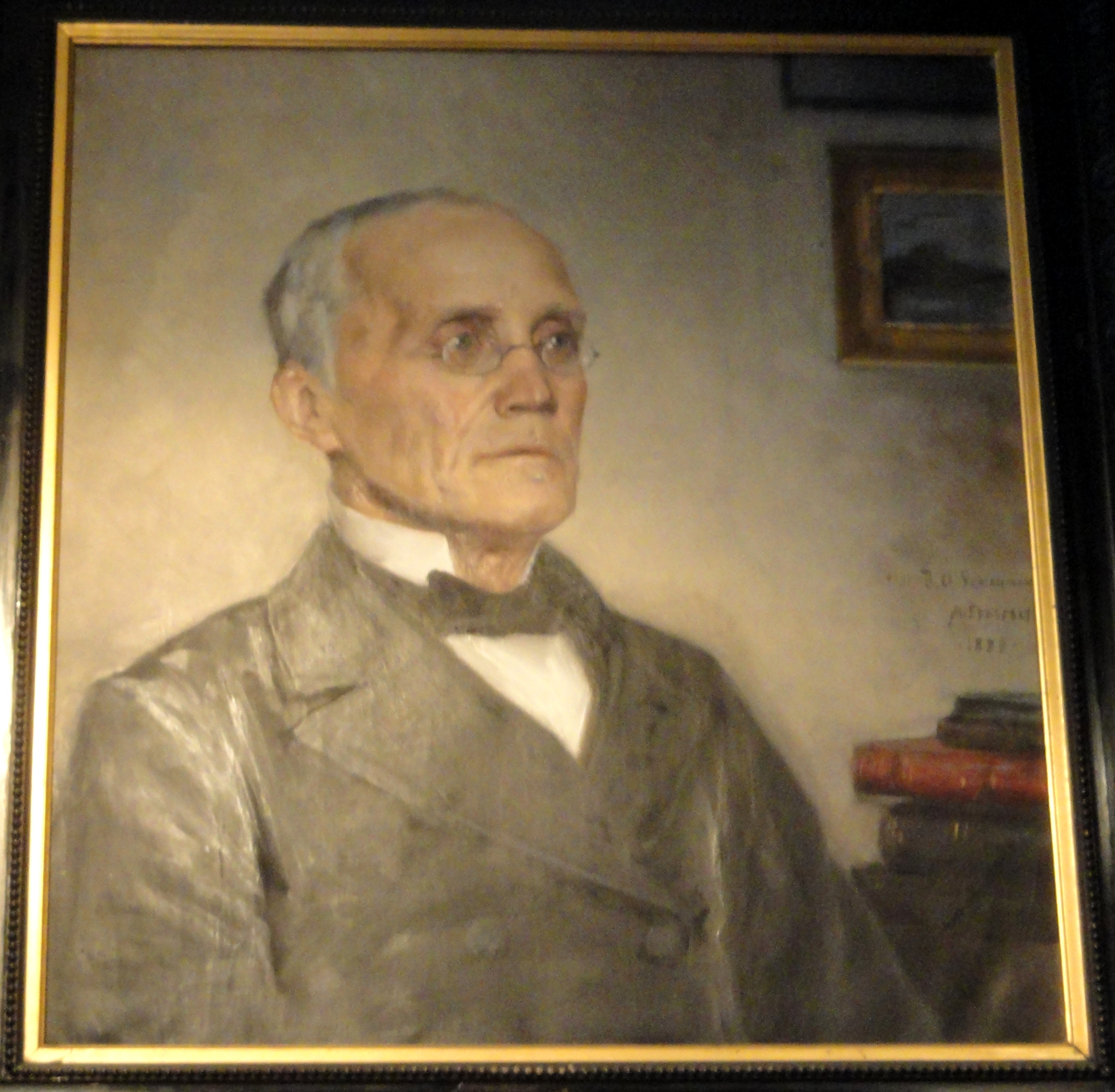
Porträtt av Albert Edelfelt

Berndt Otto Schauman, född den 17 maj 1821 i Helsingfors, död där den 28 mars 1895, var en finländsk publicist, konstvän och en betydande kulturpersonlighet. Han medlem av den adliga släkten Schauman, och bror till teologen och biskopen Frans Ludvig Schauman och journalisten August Schauman.
B. O. Schaumans föräldrar var senatens kammarråd Carl Schauman och Johanna Lovisa Hoeckert. Schauman blev student 1837 och studerade i Helsingfors samt vid Uppsala universitet 1842–1843, men fullföljde ingen examen. Han arbetade som amanuens vid Helsingfors universitetets bibliotek 1849–1867. Under 1850-talet redigerade han M. A. Castréns tvådelade resememoarer och publicerade en bok om G. A. Wallins resor samt andra fackböcker.
Schauman gick med i Finska Konstföreningen vid dess grundande 1846 och lärde känna europeisk konst under en längre utlandsresa 1857–1858. Mellan 1862 och 1865 publicerade han det första finska konstalbumet Fotografier af Finska Målares taflor jemte en kort text I–III.
År 1868 valdes Schauman in i Finska Konstföreningens styrelse, där han arbetade tillsammans med Carl Albert Edelfelt, Fredrik Cygnaeus, Zacharias Topelius och Carl Gustaf Estlander. Han var intendent för föreningens samlingar 1869–1887 och för Cygnaeus-galleriet 1885–1895. Schauman organiserade utställningar från föreningens samlingar och skrev omfattande om finsk konst och finska konstnärer. Han avgick från sin position när Ateneum Konstmuseum färdigställdes.
Schauman var även aktiv inom politiken som medlem av ridderskapet och adeln i ståndsriksdagen, där han deltog vid flera lantdagar 1863–1864, 1867, 1872, 1877–1878, 1882, 1885, 1888, 1891 och 1894. Han tog ofta till orda i konstfrågor och arbetade för att lyfta fram konstens betydelse i det finska samhället.
Schaumans insatser för finsk konst och kultur, tillsammans med hans engagemang i politiska och offentliga frågor, gör honom till en av de mest betydelsefulla kulturpersonligheterna i Finland under 1800-talet.

## Utmärkelser
- Riddare av Vasaorden,  1866[4]
- Sankt Annas orden, tredje klass,  1886[4]

[Redigera Wikidata]